# Klokočín
Klokočín je tvrz jižně od Maletic u jihočeského Protivína. Nachází se asi tři sta metrů jižně od vesnice na malém návrší nad řekou Blanicí. Původním panským sídlem v Klokočíně býval dvůr, který jeho majitelé okolo poloviny šestnáctého století rozšířili o renesanční tvrz. Ta sloužila jako vrchnostenské sídlo do začátku sedmnáctého století, kdy bylo panství připojeno k Protivínu. Dochovala se z ní obytná budova se sgrafitovými omítkami a torza hospodářských budov. Areál dvora je chráněn jako kulturní památka.

## Historie
První písemná zmínka o Klokočíně pochází z roku 1401. Zdejší dvůr býval součástí manského systému hradu Hluboká. V letech 1401–1408 patřil bratrům Hynkovi a Purkartovi z Klokočína, kteří vedli jakýsi spor o statky Bukovník a Damanice. Hynek byl kanovníkem u kostela svatého Apolináře a roku 1406 věnoval myšeneckému faráři jakýsi plat. Poslední zmínka o Purkartovi je z roku 1408, ale pravděpodobně žil déle. Jeho syn Příbram byl ve službách bechyňských pánů a roku 1541 prodal klokočínský dvůr a mlýn Petru Šantovi z Budičovic.
Petr Šant bez panovníkova svolení zapisoval příjmy ze dvora různým příjemcům, a proto mu byl Klokočín zkonfiskován. Král Jiří z Poděbrad jej roku 1470 předal Petru Kaplířovi ze Sulevic. Petr Šant však ještě před dokončením převodu zemřel a správy statku se za sirotky ujal Šimon Prk. Nárok Petra Kaplíře proto nejspíš zanikl, protože Šimon Prk dvůr roku 1484 prodal Štěpánu Kuchtovi z Květuše. Někdy v té době byla manská povinnost převedena ke Zvíkovu.
Roku 1510 Jindřich ze Švamberka přenechal klokočínský dvůr Václavu Litochlebovi ze Strachotína, jehož potomkům patřil do roku 1541. Posledním mužským majitelem jeho rodu byl Kašpar Litochleb, jehož osiřelá dcera Anna dvůr prodala Mikuláši Protivínskému z Pohnání. Po něm následovali jeho příbuzní Jaroslav (do roku 1562) a Beneš (do roku 1576). Některý z nich u dvora založil tvrz. Dalšími majiteli byli Volf Hozlaur z Hozlau a Oldřich Želízko z Tourového, kterému bratři Jan Jiří a Vilém ze Švamberka tvrz propustili z manské povinnosti, a Oldřich si ji nechal zapsat do zemských desek jako svobodný statek. Tvrz však byla pustá, a Oldřich proto žil ve Vodňanech. Roku 1595 ji prodal Jindřichovi Březskému z Ploskovic, který tvrz opravil a roku 1607 prodal Joštovi Kořenskému z Terešova a na Radomilicích. Od něj Klokočín v roce 1615 koupil Jan starší Vratislav z Mitrovic a připojil ji k protivínskému panství. Součástí protivínského velkostatku potom Klokočín zůstal až do roku 1924. Ve druhé polovině dvacátého století dvůr sloužil potřebám jednotného zemědělského družstva.

## Stavební podoba
Tvrz stojí na návrší nad levým břehem řeky Blanice. Jejím jádrem je patrová obdélná budova se zbytky psaníčkových sgrafit a křížově klenutými (nebo valeně s výsečemi) prostorami v přízemí. Na ni v pravém úhlu navazuje přízemní křídlo. Areál dvora vymezuje ohradní zeď, podél níž se nacházejí torza hospodářských budov: stájí a vepřína, mezi kterými bývala východní brána. V jižním nároží stojí stodola.
Mezi památkově chráněné hodnotné prvky patří, kromě rozvržení samotného dvora, architektonické detaily jako klenby ve sklepích a v přízemí tvrze, trámové stropy nebo cihelné a prkenné podlahy ze širokých prken. Budova stodoly pochází ze začátku devatenáctého století a dochovalo se v ní tradiční dělení na mlat a perny a ručně tesaný hambalkový plátovaný krov se stojatou stolicí.